# Afghanoderus
Afghanoderus is een geslacht van wantsen uit de familie van de Tingidae (Netwantsen). Het geslacht werd voor het eerst wetenschappelijk beschreven door Barbara Lis in 2001.

## Soorten
Het genus bevat de volgende soort:

- Afghanoderus mirabilis B. Lis, 2001